# تفجيرات فندق ماريوت 2003
تفجيرات فندق ماريوت 2003 وقعت في 5 أغسطس 2003 في جتوب جاكرتا بإندونيسيا. قام انتحاري بتفجير قنبلة مفخخة خارج بهو الفندق، قاتلًا بذلك 12 شخصًا وجارحًا 150 آخرين. نفذت الجماعة الإسلامية في جنوب شرق آسيا هذه العملية.

## وصلات خارجية
- "Marriott blast suspects named", CNN
- "Marriott Hotel in Jakarta reopens", Xinhua
- "Terrorism in Indonesia: Noordins Networks" نسخة محفوظة 11 سبتمبر 2006 على موقع واي باك مشين., مجموعة الأزمات الدولية
- "Combating JI in Indonesia" Ng Boon Yian
- "Jemaah Islamiyah Shown to Have Significant Ties to al Qaeda"
- Learning by Doing:Al Qaeda's Allies in Southeast Asia